# Oláhdubova
Oláhdubova (szlovákul Valaská Dubová, latinul Dubova Valachorum) község Szlovákiában, a Zsolnai kerület Rózsahegyi járásában.

## Fekvése
Rózsahegytől 7 km-re északra, Alsókubintól 8 km-re délre fekszik.

## Története
1323-ban „Dubova” néven említik először. A falut a 13. század közepén a Balkánról idáig feljutott román juhászok alapították, kiknek kiváltságait 1474-ben Mátyás király is megerősítette. Később a likavai, majd 1556-tól az árvai uradalomhoz tartozott a községi bíró igazgatása alatt. Lakossága egészen a 17. századig román többségű volt. 1686-ban csaknem teljesen elpusztult.
A 18. század végén Vályi András így ír róla: „Oláh Dubova. Dubova Valachorum. Valaszka Dubova. Elegyes falu Árva Vármegyében, földes Ura a’ Religyiói Kintstár, lakosai katolikusok, fekszik az előbbenitöl nem meszsze, Komjátnának szomszédságában, melly Liptó Vármegyében fekszik, ’s ennek filiája, Kubintól, Rozenberga felé vezető útban, ’s a’ lakosoknak közel lévő Kocs hegye külömbféle hasznokra van, határja soványas, ’s lakosai leg inkább szekereskedéssel táplállyák magokat, ’s dohánnyal is kereskednek.”
1828-ban 99 házában 743 lakos élt, akik állattartással és dohánykereskedelemmel foglalkoztak.
Fényes Elek 1851-ben kiadott geográfiai szótárában így ír a faluról: „Dubova Valachorum, tót falu Árva v. Liptó vármegye szélén, a rosenbergi utban: 705 kath., 24 ev., 14 zsidó lak. Kath. paroch. templ. 22 1/8 sessio. Lakosai alföldi dohánynyal kereskednek.”
A 20. század elején nevét Oláhcseresre magyarosították.[forrás?] A trianoni diktátumig Árva vármegye Alsókubini járásához tartozott.
1933-ban a falut hatalmas tűzvész pusztította, melyben két malom és 135 ház égett le, de 1945 után újjáépült.

## Népessége
| Év:            | 1994. | 2004.   | 2014.   | 2024.   |
| -------------- | ----- | ------- | ------- | ------- |
| Emberek száma: | 775   | 773     | 788     | 775     |
| Eltérés:       |       | -0,25 % | +1,94 % | -1,64 % |

| Év:            | 2023. | 2024.   |
| -------------- | ----- | ------- |
| Emberek száma: | 781   | 775     |
| Eltérés:       |       | -0,76 % |

1910-ben 727 lakosa mind szlovák anyanyelvű volt.
1970-ben 994 lakosából 993 szlovák volt.
2001-ben 764 lakosából 760 szlovák volt.
2011-ben 798 lakosából 748 szlovák volt.
2021-ben 782 lakosából 762 szlovák, 4 egyéb és 16 ismeretlen nemzetiségű.

## Nevezetességei
- Mihály arkangyalnak szentelt római katolikus temploma 1866 és 1873 között épült neoromán stílusban.
- A hagyomány szerint a falu közepén álló kocsmában fogták el Jánosik rablóvezért 1713-ban. A mai épület a 19. század elején épült a korábbi faépület helyén.

## Külső hivatkozások
- Hivatalos oldal
- Községinfó
- Oláhdubova Szlovákia térképén
- E-obce.sk Archiválva 2007. november 3-i dátummal a Wayback Machine-ben